# Wilson (angolski piłkarz)
Wilson, właśc. Wilson Constantino Novo Estrela (ur. 13 marca 1969 w Moçâmedes) – angolski piłkarz występujący na pozycji obrońcy.

## Kariera klubowa
Wilson karierę rozpoczynał w 1988 roku w portugalskim drugoligowym zespole Caldas SC i spędził tam dwa sezony. Następnie występował w trzecioligowych drużynach SC Olhanense oraz O Elvas CAD. W 1992 roku wrócił do Caldas, również grającego już w trzeciej lidze. W 1994 roku został zawodnikiem pierwszoligowego Gil Vicente FC. W sezonie 1996/1997 spadł z nim do drugiej ligi. W Gil Vicente grał do 1999 roku.
Przez kolejne sześć sezonów Wilson był graczem pierwszoligowego CF Os Belenenses. Później grał w czwartoligowym GC Alcobaça. W 2008 roku zakończył karierę.
W pierwszej lidze portugalskiej Wilson rozegrał 245 spotkań i zdobył 3 bramki.

## Kariera reprezentacyjna
W reprezentacji Angoli Wilson grał w latach 1988–2001. W 1996 roku został powołany do kadry na Puchar Narodów Afryki, zakończony przez Angolę na fazie grupowej. Zagrał na nim w meczach z Egiptem (1:2), RPA (0:1) oraz Kamerunem (3:3).